# Centro militare "G"
Il centro militare "G" fu un'unità straniera del Regio esercito, costituita da maltesi in previsione dell'operazione C3.

## Storia
Nel vertice tra Hitler e Mussolini svoltosi a Klesseheim il 29 e 30 aprile 1942, dove si stabilì l'offensiva in Nord Africa dell'ACIT (Armata corazzata italo-tedesca) del successivo 26 maggio che avrebbe dovuto conquistare Tobruk ed attestarsi sulla linea Sollum-Halfaya, si stabilì altresì l'importanza della presa di Malta, da sempre spina nel fianco dell'Asse. Questa operazione congiunta italo-tedesca, chiamata Operazione C3 dagli italiani e Operation Herkules dai tedeschi, prevedeva una prima fase con aviolanci di paracadutisti e truppe su alianti, cui sarebbe seguito lo sbarco vero e proprio in due punti diversi dell'isola. In questo contesto, lo Stato Maggiore del Regio Esercito incaricò il Servizio Informazioni Esercito (SIE) di costituire un gruppo di "guide da sbarco", che al momento dello sbarco sarebbero state assegnate alle diverse unità dell'esercito e della milizia. Il Centro Militare "G", delle dimensioni di un plotone, fu costituito il 5 maggio a Soriano nel Cimino, nel viterbese. Il SIE riunì personale di varie armi e corpi, dell'esercito e della MVSN, che si distinguevano non per la preparazione militare ma per la conoscenza del territorio maltese, provenienti dalle file dell'irredentismo maltese foraggiato dal Fascismo fin dagli inizi degli anni trenta. Il centro era al comando del colonnello dello SIE Edmondo De Renzi, affiancato dal capitano di cavalleria Lamberto Negri, dello Stato Maggiore. L'addestramento era invece condotto dal capitano Cardenio Botti (1890-1973), maestro di musica italiano che a Malta, dal 1923, dirigeva con successo la "Società Filarmonica La Vallette" (anch'essa filoitaliana), espulso, poi, nel 1933 per le sue simpatie fasciste, affiancato dai sottotenenti Giovanni Mazzone e Vincenzo La Rosa. Il personale operativo maltese raggiunse i 34 elementi, dei quali 12 ufficiali, 3 sottufficiali e 19 soldati. L'addestramento consisteva, oltre che nella preparazione fisica con lunghe marce ed esercizi ginnici, principalmente nello studio della geografia dell'arcipelago maltese. Su un grande plastico il personale si addestrava a memorizzare vari itinerari facendo affidamento solo all'orografia ed a punti di riferimento come edifici religiosi e strutture di particolare importanza, in previsione della possibilità che i britannici (come effettivamente fecero) rimuovessero segnaletica e pietre miliari. Inoltre il centro si occupò della redazione di un vocabolario essenziale italo-maltese per i militari di truppa assegnati allo sbarco.
Nel frattempo, sul fronte nordafricano, grazie ai successi colti con la sua fulminea avanzata del giugno 1942, Rommel chiese ed ottenne da Hitler l'autorizzazione a proseguire la sua azione rinunciando ad ulteriori rinforzi mantenendo però le forze aeree già a sua disposizione, che nei piani avrebbero dovuto essere dirottate per l'Operazione C3. Il piano di invasione di Malta fu quindi rimandato a settembre. Ma l'avanzata di Rommel fu bloccata dagli Alleati e i tedeschi si videro costretti a far affluire in Nord Africa anche le truppe che si erano già addestrate per l'invasione di Malta. Il piano sfumò definitivamente e nel settembre 1942 il Centro Militare "G" venne sciolto. Buona parte del personale tornò ai reparti di provenienza, altri (come il tenente dei granatieri Camillo Bonanno ed il sottotenente Giovanni Mazzone) verranno assegnati all'ufficio controspionaggio del SIM ed in seguito al SID della Repubblica Sociale Italiana.